# Grafstal (Lindau ZH)
Grafstal ist ein Dorf in der politischen Gemeinde Lindau im Bezirk Pfäffikon des Kantons Zürich in der Schweiz.

## Einwohner
| Jahr | Total |
| ---- | ----- |
| 2025 | 1481  |
| 2024 | 1484  |
| 2023 | 1492  |
| 2022 | 1458  |
| 2021 | 1469  |

## Geschichte

### Mittelalter
Grafstal wird 745 zum ersten Mal in einer Urkunde erwähnt, als ein gewisser Landbert der alemannischen Beata-Landolt-Sippe, dem Kloster St. Gallen zahlreiche Güter vermachte und «Craolfestale» darin als Gerichtsort auftaucht. Grafstal ist dadurch nicht nur der älteste bekannte Dorfteil der Gemeinde Lindau, sondern die Urkunde gehört auch zu den ältesten überlieferten Schriftstücken der Ostschweiz überhaupt.
Bemerkenswert für diese frühe Zeit ist, dass die Schenkung nicht in einer Kirche (Bauwerk), sondern auf öffentlichem Boden vollzogen wurde. Zur Bedeutung von «Craolfestale» passt auch ein auffälliger Bestattungsplatz östlich des Kempttals, südlich der heutigen Strasse Richtung Kyburg. Dort befinden sich im Studenbrunnenholz auf einem Geländesporn sieben mit reichen Beigaben ausgestattete Gräber, die durch heutzutage rekonstruierte Hügel geschützt sind und die auf die Zeit um 700 bis 750 zurückgehen. Ob hier Angehörige dieser Beata-Landolt-Sippe standesgemäss beigesetzt wurden, lässt sich zwar nicht sagen, sicher waren es aber vornehme Männer und Frauen, die an dieser Stelle ihre letzte Ruhe fanden, wie es wertvolle Grabbeigaben deutlich machen. 979 erhielt das Kloster Einsiedeln die Grundherrschaft durch einen Tausch und kontrollierte die Region fortan von Brütten aus.
Im Spätmittelalter bestand Grafstal aus zwei Bauerngütern, die von den Gebrüdern Kuhn und von Hans Stiefel bewirtschaftet wurden. Die Familie Kuhn blieb anschliessend bis in die Neuzeit tonangebend. Kirchlich gehörte Grafstal wie viele andere Ortschaften zur Kirche Illnau. Die kleine Siedlung war landwirtschaftlich geprägt. Hier besassen nicht nur Einsiedeln, sondern auch die Dominikanerinnen des Kloster Töss und das Kloster Allerheiligen in Schaffhausen Rechte und Güter.

### Neuzeit

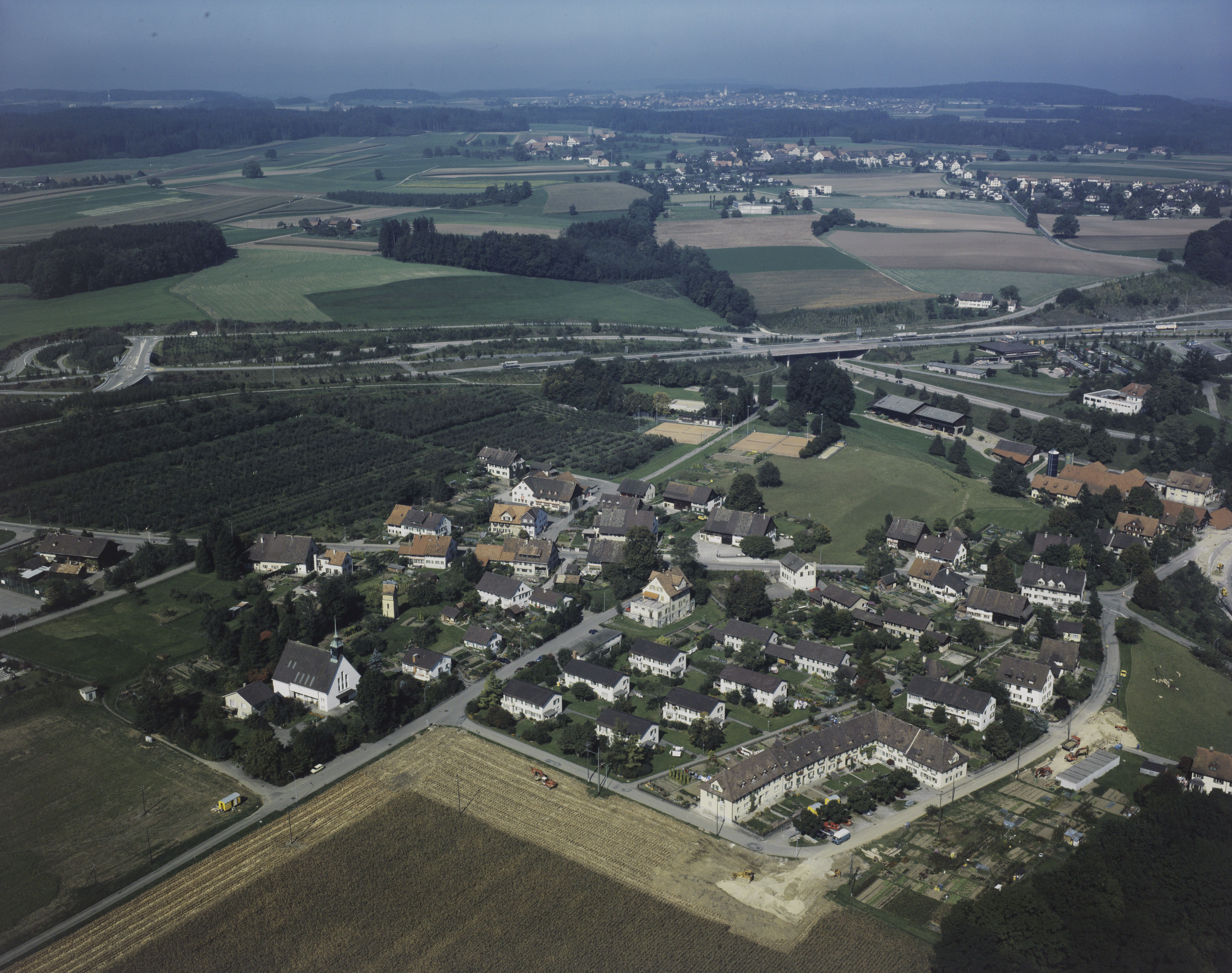
Grafstal, Luftaufnahme, 1983

Die Verhältnisse gerieten erst im Verlauf der Frühen Neuzeit in Bewegung. 1711 schlug der Zürcher Rat Grafstal der näheren Pfarrei Lindau zu. Um diese Zeit wurde auch eine Schule eingerichtet. 1752 verzeichnete das Bevölkerungsverzeichnis von Grafstal immerhin 47 Haushalte mit 219 Einwohnerinnen und Einwohnern. Damit war die Siedlung nach Lindau der zweitgrösste Ort in der Pfarrei Lindau. Ähnlich wie in Winterberg dürfte sich ein immer grösserer Teil der Bevölkerung angesichts der beschränkten Ressourcen weniger von Landwirtschaft als von Heimarbeit ernährt haben.
Im Unterschied zu den anderen Ortsteilen der Gemeinde Lindau lag Grafstal direkt oberhalb eines Flusses, der spätestens in der ersten Welle der Industrialisierung als Energiequelle entdeckt und genutzt wurde. Seit dem frühen 19. Jahrhundert liessen sich im Tal der Kempt immer mehr Unternehmen nieder, die als Spinnereien, Färbereien oder Hammermühlen für einen Wandel und vor allem für Arbeitsplätze sorgten. Dank diesem Standortvorteil stieg Grafstal, das 1811 teilweise einem Brand zum Opfer gefallen war, rasch zum grössten Ortsteil von Lindau auf. Insbesondere die Etablierung der Firma Maggi im Kemptthal prägte das Ortsbild und so sieht man in Grafstal bis heute ein Nebeneinander von traditionellen Bauernhöfen und neueren Arbeiterhäusern. Das Unternehmen suchte seine Belegschaft über gute Lebensverhältnisse an sich zu binden und förderte den Ausbau der Siedlung, was neben dem Wohnungsbau auch zu Sportplätzen, dem ersten Schwimmbad der Gemeinde 1939, einer katholischen Kirche, sowie einer grosszügigen Schulanlage und zu zahlreichen Vereinen führte.

### 20. Jahrhundert
Für die ländlichen Verhältnisse besonders bemerkenswert und ungewöhnlich war der Bau einer Wohnkolonie 1912/16 durch das bekannte Architektbüro Curjel & Moser, das unmittelbar vorher auch die Universität Zürich errichtet hatte. Die Wohnkolonie war als eine in sich geschlossene Siedlung um einen platzartigen Innenhof geplant, wie sie in städtischem Umfeld anzutreffen ist. Das als neues Dorfzentrum gedachte Ensemble wurde allerdings nie fertiggestellt. Die zweigeschossigen Reiheninfamilienhäuser waren von unterschiedlicher Grösse und boten Familien eine für damalige Verhältnisse moderne Unterkunft mit Garten.
Die Firma Maggi zog zahlreiche Arbeitssuchende aus der Region an, sowie Katholiken, die mit dem wirtschaftlichen Aufschwung des Kantons Zürich aus der Ostschweiz oder aus dem Aargau und der Zentralschweiz in die Region Winterthur zogen. Ihre konfessionelle Situation war allerdings insofern prekär, als der Kanton Zürich nur die katholischen Gemeinden Zürich und Winterthur anerkannt hatte. Weitere Pfarreigründungen erfolgten auf dem Boden des privaten Vereinswesens. Da die katholischen Zuwanderer in der Regel arm waren, blieb die finanzielle Ausstattung und damit auch geistliche Betreuung bescheiden.
In Grafstal konnte 1901 von der Pfarrei Zürich-Oerlikon aus in einem Privathaus ein Raum für den sonntäglichen Gottesdienst gemietet werden, der Geistliche kam jeweils aus Winterthur. Ein besonderes Gewicht wurde auf die Unterweisung der Kinder gelegt. Die Situation blieb jedoch wenig befriedigend und die katholischen Pfarrkirchen waren allzu weit entfernt. 1926 stellte deshalb die Firma Maggi ein Grundstück für den Bau eines Gotteshauses zur Verfügung. Am 2. September 1928 wurde die Kirche St. Josef geweiht. Mit dem heiligen Josef als Schutzpatron der Arbeiter, nimmt die Kirche so Bezug auf die benachbarte Fabriksiedlung. Der kleine, einfache Bau mit seinem markanten Giebel ist zweigeschossig. Im Untergeschoss befindet sich ein Mehrzweckraum, im Obergeschoss liegt der Kirchenraum. Ein Dachreiter bekrönt den Sakralbau.
St. Josef blieb Pfarrkirche für die Katholiken von Brütten, Grafstal und Illnau-Effretikon. Mit dem Wachstum von Illnau-Effretikon in der Nachkriegszeit verlagerte sich der Schwerpunkt dorthin, wo 1963 ein erstes provisorisches Gotteshaus, 1983 dann die heutige Martinskirche entstand. Grafstal verlor zunehmend an Bedeutung und es stellte sich die Frage nach der künftigen Nutzung der Josefkirche. Als erste katholische Kirche im Kanton Zürich überhaupt wurde diese schliesslich 2016 den koptischen Christen auf 99 Jahre übergeben. 2019 wurde das Gotteshaus in Anwesenheit des koptischen Papstes Tawadros II. als «Kirche der Heiligen Jungfrau Maria und Verena» geweiht.